# Frýdek-Místek
Frýdek-Místek (în germană Friede(c)k-Mistek sau Friede(c)k-Freiberg; în poloneză Frydek-Mistek) este un oraș din regiunea Moravia-Silezia a Republicii Cehe și localitatea de reședință a districtului Frýdek-Místek. El a fost format la 1 ianuarie 1943 prin unirea orașelor Frýdek din Silezia și Místek din Moravia. Avea o populație de 56.334 de locuitori (2018).

## Geografie
Frýdek-Místek este scăldat de apele râului Ostravice și se află la 18 km sud-est de Ostrava și la 286 km est de Praga.
Orașul este mărginit de Řepiště, Sedliště și Bruzovice la nord, de Dobrá și Staré Město la est, de Baška, Palkovice și Hukvaldy la sud și de Fryčovice, Staříč, Sviadnov, Žabeň și Paskov la vest.

## Istoric

### Frýdek
Documentele menționează în anul 1305 orașul târg Jamnice (numit atunci Jannuth), stabilit la poalele castelului cu același nume. Orașul Frýdeck a fost construit nu departe de acest târg câțiva ani mai târziu, în perioada 1327-1333. În secolul al XV-lea Frýdek a depășit ca importanță târgul Jamnice și a devenit reședința seniorilor locali însărcinați cu apărarea drumului comercial care trecea pe acolo. În 1573 orașul a trecut din stăpânirea prinților de Těšín în cea a fraților Georges și Matthias de Lohov, fiind vândut apoi conților Bruntál de Vrbna. În 1636 a trecut sub stăpânirea contelui Georges d'Oppersdorf, dar văduva lui, Ludovika, a vândut în 1699 pământurile moștenite către conții Pražma de Bílkov. La sfârșitul secolului al XVIII-lea, așezarea a trecut în stăpânirea Habsburgilor înainte de a deveni oraș liber în 1869.
Până în 1918 orașul Friedek - Frýdek (numele german a fost folosit doar până la sfârșitul secolului al XIX-lea) a făcut parte din Imperiul Austriac, apoi din Austria-Ungaria ( Cisleithania după Compromisul austro-ungar din 1867), fiind unul dintre cele trei orașe autonome din Silezia austriacă. Oficiul poștal al gării, deschis în jurul anului 1880, se numea Friedek-Misterk Bahnhof.

### Místek
Strămoșul lui Místek este orașul de piață din Fridberg menționat pentru prima dată în testamentul episcopului Bruno de Schauenberg, scris la 29 noiembrie 1267. În timpul războaielor morave din 1386-1400, orașul a fost distrus și vândut de proprietarii săi, Lacek și Vok Kravař, lui Přemek, prinț de Těšín. Apoi a intrat în stăpânirea membrilor dinastiei Piast din Cieszyn.
Până în 1918 orașul Místek a făcut parte din Imperiul Austriac, apoi din Austria-Ungaria (Cisleithania după Compromisul austro-ungar din 1867), în calitate de capitală a districtului omonim și de unul dintre cele 34 de Bezirkshauptmannschaften din Moravia.

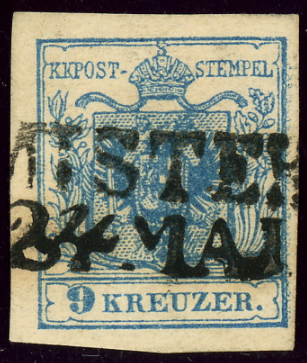
Timbru austriac, emis în 1850, ștampilat cu numele orașului „Mistek”.

## Administrare
Orașul este compus din șapte cartiere:
- Chlebovice
- Frýdek
- Lískovec
- Lysůvky
- Místek
- Skalice
- Zelinkovice

## Populație
Recensăminte (*) sau estimări ale populației (populația totală a celor șapte cartiere ale actualului oraș): 
| An        | 1869  | 1880  | 1890  | 1900  | 1910  | 1921  | 1930  | 1950  | 1961  | 1970  | 1980  | 1991  | 2001  | 2014  | 2015  | 2016  | 2017  | 2018  |
| --------- | ----- | ----- | ----- | ----- | ----- | ----- | ----- | ----- | ----- | ----- | ----- | ----- | ----- | ----- | ----- | ----- | ----- | ----- |
| Populație | 13617 | 14989 | 17413 | 20902 | 22914 | 22473 | 26379 | 27002 | 31364 | 42608 | 55191 | 63808 | 61400 | 57135 | 56945 | 56879 | 56719 | 56334 |

## Orașe înfrățite
Frýdek-Místek este înfrățit cu:
- Bielsko-Biała, Polonia
- Harelbeke, Belgia
- Mysłowice, Polonia
- Uryupinsk, Rusia
- Žilina, Slovacia
- Żywiec County, Polonia

## Personalități
- Tomáš Galásek (n. 1973), jucător de fotbal
- Jan Keller (n. 1955), politician
- Benno Landsberger (1890-1968), istoric
- Guido Masanetz (1914-2015), muzician
- Denise Milani (n. 1980), model erotic
- Emil Paur (1855-1932), muzician româno-austriac
- Martin Říman (n. 1961), om politic

## Galerie

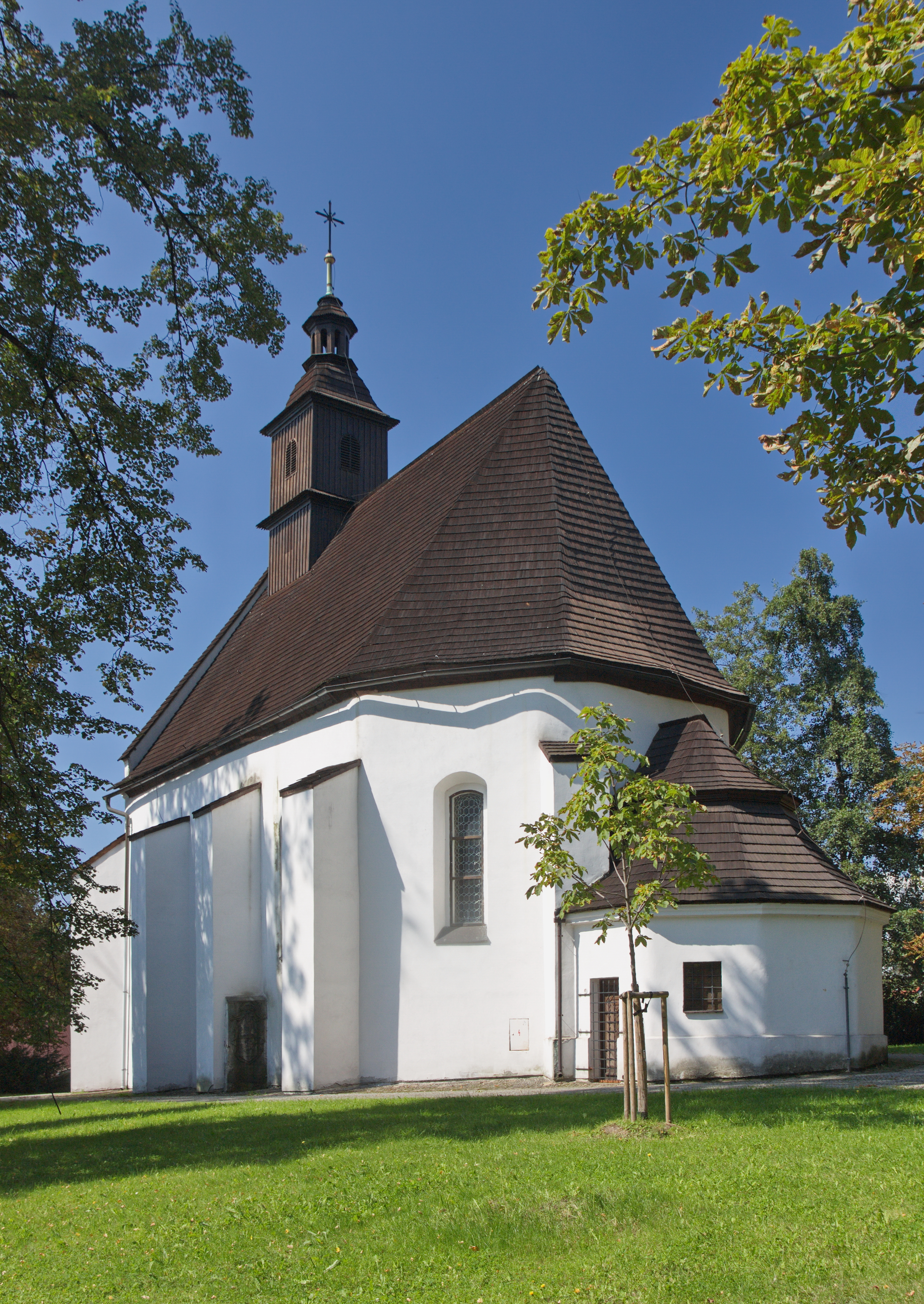
Biserica Sf. Jodok
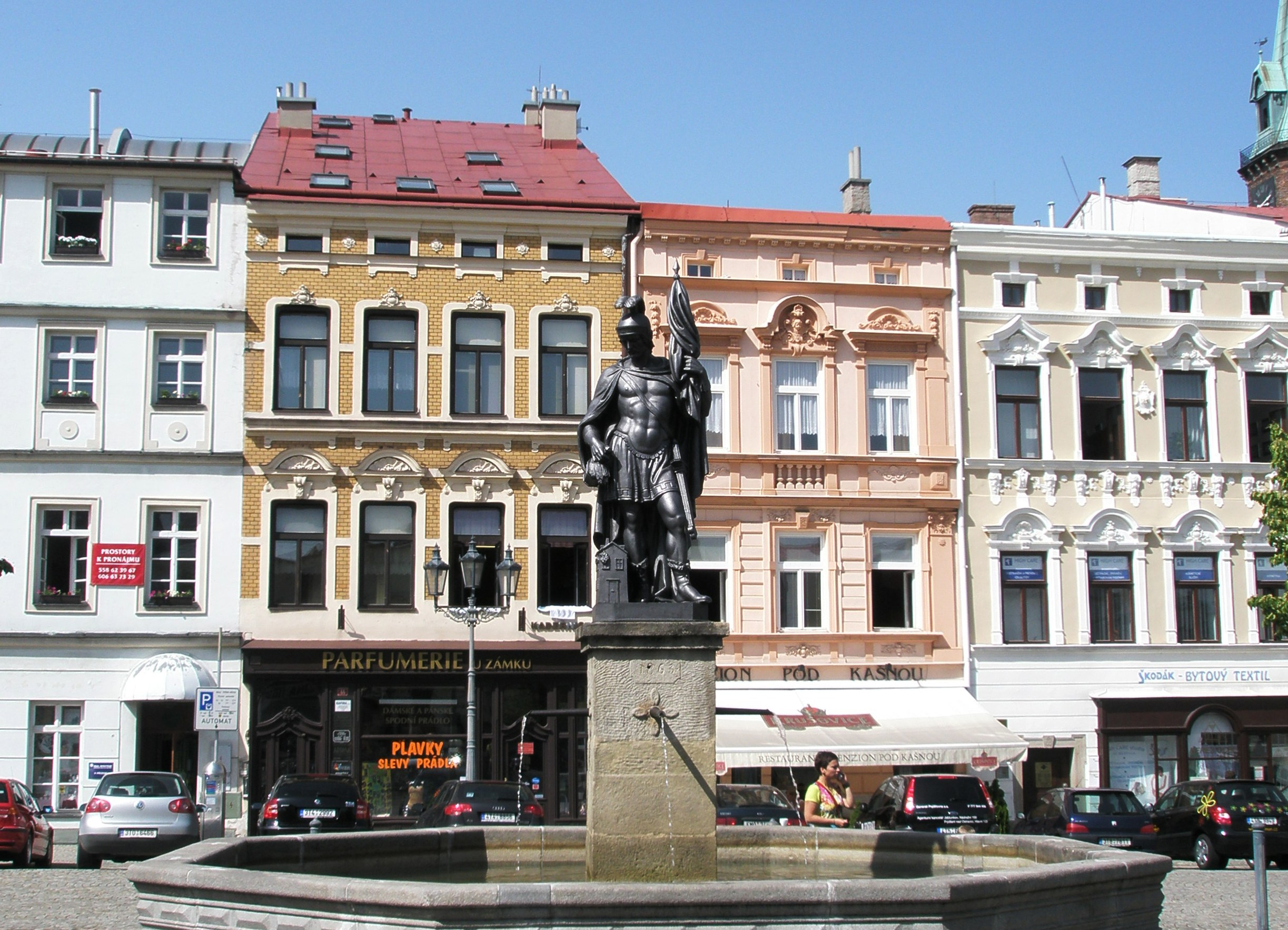
Piața orașului cu o statuie a Sfântului Florian
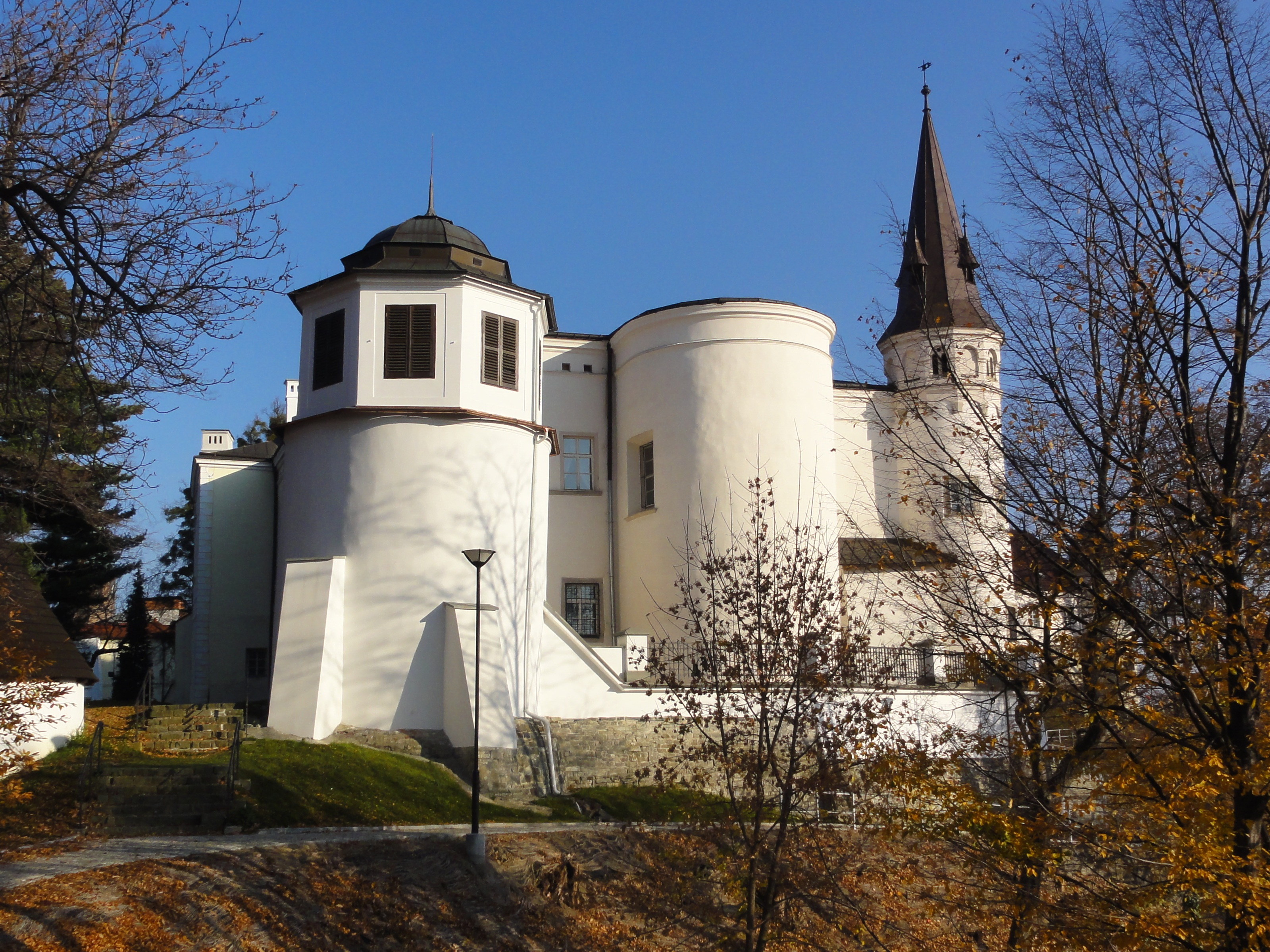
Castelul Frýdek văzut toamna
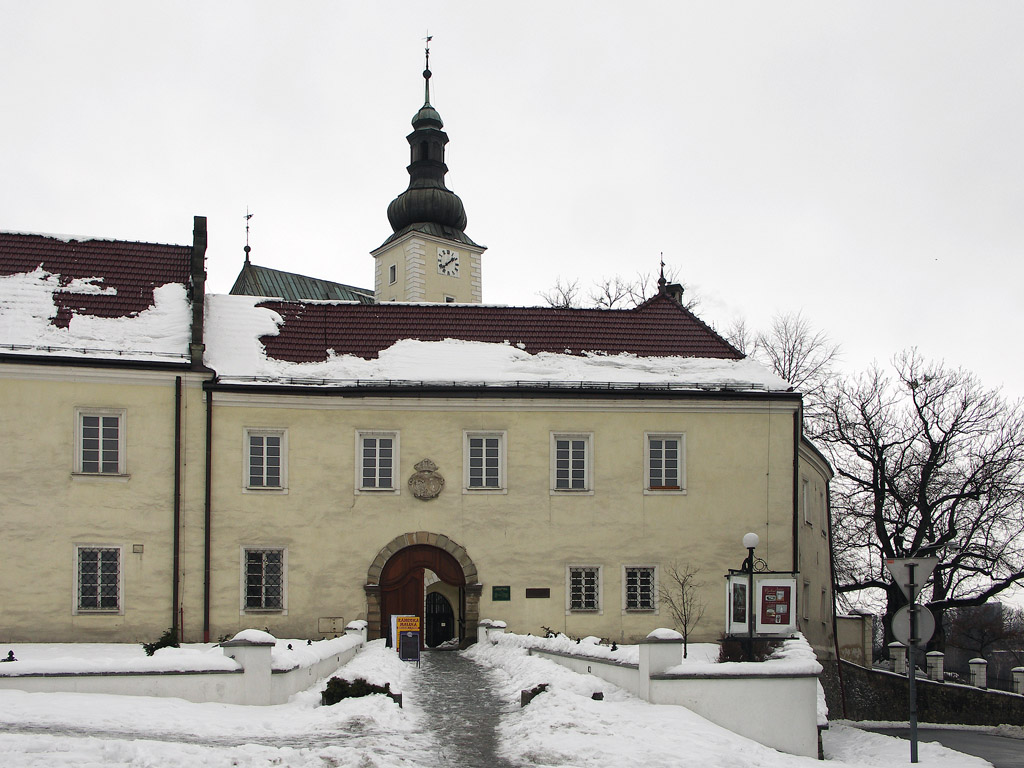
Castelul Frýdek văzut iarna
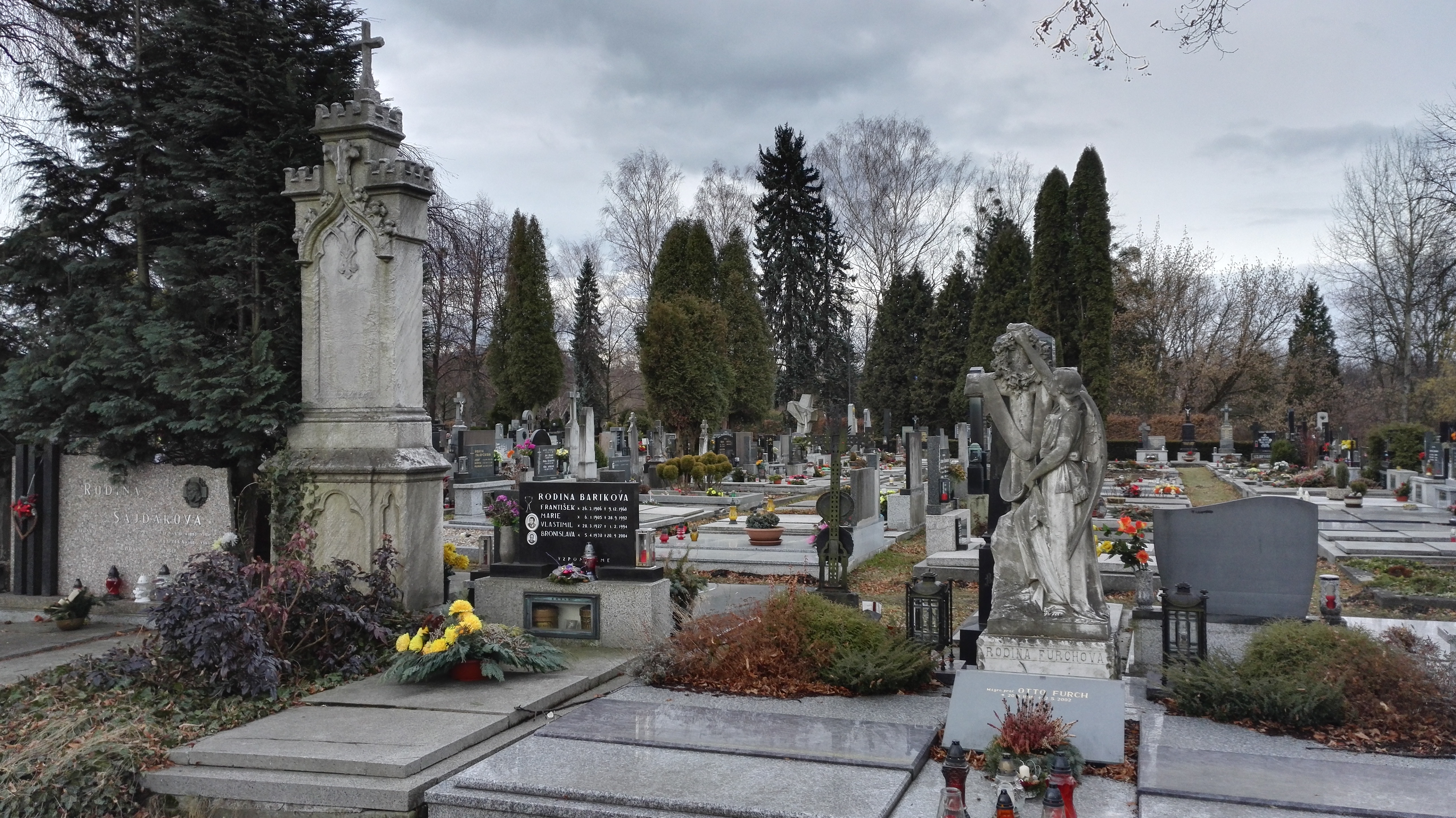
Cimitirul central din Frýdek

## Legături externe
- Site web oficial
- Chapelry Frýdek Arhivat în 1 iulie 2007, la Wayback Machine.
- Frýdek-Místek pe Flickr